# Игларево
Игларево (алб. Gllarevë) је насеље у општини Клина, Косово и Метохија, Република Србија.

## Становништво
| Демографија | Демографија | Демографија |
| Година      | Становника  | Становника  |
| ----------- | ----------- | ----------- |
| 1948.       | 858         |             |
| 1953.       | 912         |             |
| 1961.       | 1.043       |             |
| 1971.       | 1.392       |             |
| 1981.       | 1.919       |             |
| 1991.       | 2.250       |             |